# Usogui
Usogui (яп. 嘘喰い, Usogui, укр. Пожирач брехні) — японська серія манґи, написана та проілюстрована Тосіо Сако. Манґа виходила в сейнен-журналі Weekly Young Jump видавництва Shueisha з травня 2006 року по грудень 2017 року, а її глави були зібрані у 49 томів-танкобонів. Пізніше манґа була адаптована в оригінальну відеоанімацію (OVA), яка вийшла 19 жовтня 2012 року.

## Сюжет
Мадараме Баку, відомий як «Пожирач брехні», — азартний гравець, який грає проти маніяків-супротивників. Разом зі своїм протеже Кадзі Такаомі та охоронцем Марко він намагається захопити підпільну гральну організацію під назвою «Каґеро» — підпільною організацією азартних ігор, яка керує ставками на межі життя і смерті. Каґеро забезпечує чесність цих екстремальних ігор, виступаючи як нейтральний арбітр. У її складі — 48 елітних членів та 101 рефері, які наглядають за іграми та забезпечують виконання їхніх результатів. Ці рефері також відповідають за стягнення боргів, навіть якщо на кону стоїть життя учасників.
Занурюючись у темний світ Каґеро, Баку та його команда опиняються втягнутими в запекле протистояння з конкуруючою кримінальною організацією під назвою ІДЕАЛ. Ставки зростають ще більше, коли Баку доводиться змагатися з супротивниками у витончених та смертельно небезпечних іграх, таких як «Втеча з покинутого будинку», «Стара діва» та «Шибениця». Завдяки своєму розуму, сміливості та неперевершеній майстерності азартних ігор, Баку долає світ, де кожен хід може стати останнім, ризикуючи всім заради панування над Каґеро і виживання в смертельних іграх, що трапляються на його шляху.

## Персонажі

### Ключові фігури
Мадараме Баку (яп. 斑目 貘, Madarame Baku)
Бродяга з одержимістю азартними іграми.
Кадзі Такаомі (яп. 梶 隆臣, Kaji Takaomi)
Протеже Баку і новий талант у сфері азартних ігор.
Марко (яп. マルコ, Maruko)
Охоронець Баку. Марко володіє нелюдською силою і диким роздвоєнням особистості, відомим як «Родем».
Кьяра (яп. 伽羅)
Колишній ексклюзивний модератор Баку.
Карл Бельмонт (яп. カール・ベルモンド, Kāru Berumondo)
Торговець зброєю. Спочатку представлений як антагоніст, він швидко стає союзником Баку.

### Клуб Каґеро
Кірума Соїті (яп. 切間 創一, Kiruma Sōichi)
21-й і нинішній лідер Каґеро.
Кірума Тацукі (яп. 切間 撻器, Kiruma Tatsuki)
20-й лідер Каґеро. Після відставки він стає модератором №0.
Кірума Каґероноске (яп. 切間 陽炎ノ助, Kiruma Kagerōnosuke)
Перший лідер Каґеро.

### ІДЕАЛ
Вінсент Лало (яп. ビンセント・ラロ, Binsento Raro)
Лідер міжнародного злочинного синдикату ІДЕАЛ.
Біллі Крейг (яп. ビリー・クレイグ, Birī Kurēgu)
Головний член міжнародного злочинного синдикату ІДЕАЛ.
Сутегума Сатору (яп. 捨隈 悟, Suteguma Satoru)
Учасник Каґеро. Його ексклюзивним рефері є Ватарі. Учасник ІДЕАЛу, який пізніше приєднується до Курама-Гумі. Його оригінальне ім'я невідоме.
Мартін Брюс Вайт (яп. マーティン・ブルース・ホワイト, Mātin Burūsu Howaito)
Учасник ІДЕАЛу. У нього є фетиш вбивати своїх друзів.

## Медіа

### Манґа
Usogui публікувався в сейнен журналі манґи Weekly Young Jump видавництва Shueisha з 11 травня 2006 року до 21 грудня 2017 року. 539 розділів були зібрані у 49 томів, виданих з 19 вересня 2006 року  до 19 лютого 2018 року.
Спіноф-манга під назвою Usogui: Rikkainin Yakō Hikoichi (яп. 嘘喰い-立会人 夜行妃古壱-) публікувалася у Weekly Young Jump з 7 жовтня по 25 листопада 2021 року з його розділами, зібраними в один том, випущеному 2 лютого 2022 року.

#### Список томів
| №  | Дата виходу       | ISBN                   |
| -- | ----------------- | ---------------------- |
| 1  | 19 вересня 2006   | ISBN 978-4-08-877146-5 |
| 2  | 19 грудня 2006    | ISBN 978-4-08-877186-1 |
| 3  | 19 березня 2007   | ISBN 978-4-08-877229-5 |
| 4  | 19 червня 2007    | ISBN 978-4-08-877280-6 |
| 5  | 19 вересня 2007   | ISBN 978-4-08-877320-9 |
| 6  | 19 грудня 2007    | ISBN 978-4-08-877362-9 |
| 7  | 19 березня 2008   | ISBN 978-4-08-877410-7 |
| 8  | 19 червня 2008    | ISBN 978-4-08-877463-3 |
| 9  | 19 вересня 2008   | ISBN 978-4-08-877505-0 |
| 10 | 19 грудня 2008    | ISBN 978-4-08-877570-8 |
| 11 | 19 березня 2009   | ISBN 978-4-08-877616-3 |
| 12 | 19 червня 2009    | ISBN 978-4-08-877667-5 |
| 13 | 18 вересня 2009   | ISBN 978-4-08-877717-7 |
| 14 | 18 грудня 2009    | ISBN 978-4-08-877776-4 |
| 15 | 18 грудня 2009    | ISBN 978-4-08-877801-3 |
| 16 | 19 березня 2010   | ISBN 978-4-08-877827-3 |
| 17 | 18 червня 2010    | ISBN 978-4-08-877876-1 |
| 18 | 17 вересня 2010   | ISBN 978-4-08-879027-5 |
| 19 | 17 грудня 2010    | ISBN 978-4-08-879079-4 |
| 20 | 18 березня 2011   | ISBN 978-4-08-879115-9 |
| 21 | 17 червня 2011    | ISBN 978-4-08-879158-6 |
| 22 | 16 вересня 2011   | ISBN 978-4-08-879202-6 |
| 23 | 19 грудня 2011    | ISBN 978-4-08-879241-5 |
| 24 | 19 березня 2012   | ISBN 978-4-08-879290-3 |
| 25 | 19 червня 2012    | ISBN 978-4-08-879351-1 |
| 26 | 19 жовтня 2012    | ISBN 978-4-08-879441-9 |
| 27 | 19 листопада 2012 | ISBN 978-4-08-879462-4 |
| 28 | 19 лютого 2013    | ISBN 978-4-08-879520-1 |
| 29 | 17 травня 2013    | ISBN 978-4-08-879559-1 |
| 30 | 19 серпня 2013    | ISBN 978-4-08-879628-4 |
| 31 | 19 листопада 2013 | ISBN 978-4-08-879682-6 |
| 32 | 19 лютого 2014    | ISBN 978-4-08-879750-2 |
| 33 | 19 травня 2014    | ISBN 978-4-08-879846-2 |
| 34 | 20 серпня 2014    | ISBN 978-4-08-879886-8 |
| 35 | 19 листопада 2014 | ISBN 978-4-08-890074-2 |
| 36 | 19 лютого 2015    | ISBN 978-4-08-890115-2 |
| 37 | 19 травня 2015    | ISBN 978-4-08-890152-7 |
| 38 | 19 травня 2015    | ISBN 978-4-08-890194-7 |
| 39 | 18 вересня 2015   | ISBN 978-4-08-890252-4 |
| 40 | 18 грудня 2015    | ISBN 978-4-08-890320-0 |
| 41 | 19 квітня 2016    | ISBN 978-4-08-890373-6 |
| 42 | 17 червня 2016    | ISBN 978-4-08-890430-6 |
| 43 | 16 вересня 2016   | ISBN 978-4-08-890481-8 |
| 44 | 19 грудня 2016    | ISBN 978-4-08-890520-4 |
| 45 | 17 березня 2017   | ISBN 978-4-08-890592-1 |
| 46 | 19 червня 2017    | ISBN 978-4-08-890645-4 |
| 47 | 18 серпня 2017    | ISBN 978-4-08-890728-4 |
| 48 | 17 листопада 2017 | ISBN 978-4-08-890788-8 |
| 49 | 19 лютого 2018    | ISBN 978-4-08-890856-4 |

### Жива адаптація
У 24-му випуску журналу Weekly Young Jump у 2016 році було оголошено про екранізацію манґи. Виробництвом фільму займається Warner Bros. Japan, а режисером виступив Хідео Наката. В Японії фільм вийшов 11 лютого 2022 року.

## Сприйняття
Зібрані томи манґи часто потрапляють у щотижневий рейтинг 50 найкращих коміксів Oricon.10 том досяг 28 місця, Том 11 досяг 16 місця, 12 том досяг 19 місця, 13 том досяг 29 місця, 14 том досяг 20 місця, 16 том досяг 19 місця, 17 том досяг 21 місця, 18 том досяг 18 місця, 19 том досяг 27 місця, 20 том досяг 25 місця.